# Hemiteles obtectus
Hemiteles obtectus är en stekelart som beskrevs av Charles Thomas Brues 1910. Hemiteles obtectus ingår i släktet Hemiteles och familjen brokparasitsteklar. Inga underarter finns listade i Catalogue of Life.